# Balawaristan

Bandera tradicional del Balawaristan

El Balawaristan (part d'ella actualment es diu Gilgit-Baltistan) era una part al nord-est de Pakistan. És format per tres territoris: Al nord-oest el Brooshaal (dintre del qual Gilgit i Nagar), al sud-oest el Dardistan i a l'est el Baltistan.
En aquesta regió van existir petits estats durant el període de l'Índia Britànica: Yasen (o Yasin), Punial, Gupis, Ishkoman, Gilgit, Nagar (Nagir), Hunza, Astore i Chilas. La Gran Bretanya va posar aquest estats sota sobirania feudal del maharaja de Jammu i Caixmir.
L'estat de Yasen al seu torn era sobirà feudal fins al 1860 dels estats de Chilas, Gupis, Ishkoman i un estat anomenat Mestuch, però després de l'assassinat de l'espia britànic coronel George Hayward el 1860 a mans del sobirà de Yasen, els britànics van separar Gupis i Ishkoman de Yasen, i Mestuch va passar a dependre de Chitral; només Chilas i els petits estats de Darel i Tangir van romandre sota dependència de Yasen fins i tot després de 1947.
Altres estats de la zona, Rundu, Kharmang, Skardu i alguns més, depenien del regne de Ladakh i del regne d'Astore, que al seu torn eren dependents de Jammu i Caixmir.
El 17 de juliol de 1947 el maharajà de Jammu i Caixmir va proclamar la incorporació dels petits estats al Caixmir, coneguts sota el nom d'estats de Gilgit-Baltistan o Filgit-Wazarat, formant la Província de la Frontera de Gilgit. El general de brigada Ghansara Singh fou nomenat governador. Als nou dies de la presa de possessió del càrrec, és a dir l'1 de novembre de 1947, una revolta popular a Gilgit el va deposar i va assumir el comandament el capità Mirza Hassan Khan, un oficial local del 6è d'infanteria de Jammu & Kashmir, que va encapçalar la rebel·lió contra el maharajà. Es va proclamar la República de Gilgit sota la presidència de Raja Shah Raees kan, amb Mirza Hassan Khan com a comandant en cap. El comandant local britànic, major Brawn, oposat a la rebel·lió, va intentar fugir a Chitral però fou arrestat.
Es va demanar ajut al Pakistan que va enviar els seus oficials: en primer lloc el magistrat Sardar Alam, que va manejar en benefici del Pakistan les diferències religioses entre xiïtes, sunnites i ismaïlites, i va passar a controlar l'administració; el 16 de novembre de 1947 es va declarar annexionada la República como ja s'havia fet amb altres territoris que eren part del Balawaristan (Chitral i Chinaki Kohistan) i Sardar Alam va esdevenir «political agent» de la regió. Aquest càrrec es va convertir més tard en resident, després resident comissionat, després comissionat, després cap comissionat, després administrador, i finalment Cap Secretari i Cap Executiu. El 1948 la regió del Baltistan (governada per una dotzena de petits sobirans) va passar sota control de l'administració de Sardar Alam.
A aquesta annexió una part de la població s'hi ha oposat, de vegades violentament. Actualment dirigeix la lluita política per la independència nacional, el Front Nacional del Balawaristan (Balawaristan National Front)